# 국립여수검역소
국립여수검역소(國立麗水檢疫所, Yeosu National Quarantine Station)는 질병관리청 산하 호남권질병대응센터의 소속기관이다. 1966년 1월 7일 발족하였으며, 전라남도 여수시 동산7길 7에 위치하고 있다. 소장은 기술서기관으로 보한다.

## 연혁
- 1949년 12월 10일: 보건부 소속으로 여수해양검역소 설치.
- 1955년 2월 17일: 보건사회부 소속으로 변경.
- 1960년 8월 12일: 국립여수해양검역소로 개편.
- 1966년 1월 7일: 국립여수검역소로 개편.
- 1987년 10월 19일: 광양지소 개소.
- 1994년 12월 23일: 보건복지부 소속으로 변경.
- 2008년 2월 29일: 보건복지가족부 소속으로 변경.
- 2010년 3월 19일: 보건복지부 소속으로 변경.
- 2020년 9월 12일: 질병관리청 산하 호남권질병대응센터 소속으로 변경

## 소속기관
- 광양지소

## 검역항
- 본부 관할: 여수항
- 광양지소 관할: 광양항, 하동항